# Shamshi-Adad V
Shamshi-Adad V (Thế kỷ 9 TCN—811 TCN) là vua của Assyria từ 824—811 TCN. Ông được đặt theo tên của thần Adad, người còn được gọi là Hadad.

## Gia đình
Ông là con trai và người kế vị của Shalmaneser III, chồng của Shammuramat (một số người xem đây là Semiramis thần thoại) và là cha của Adad-nirari III, người kế vị ông làm vua.
Ông cũng là ông nội của Shalmaneser IV.

## Tiểu sử

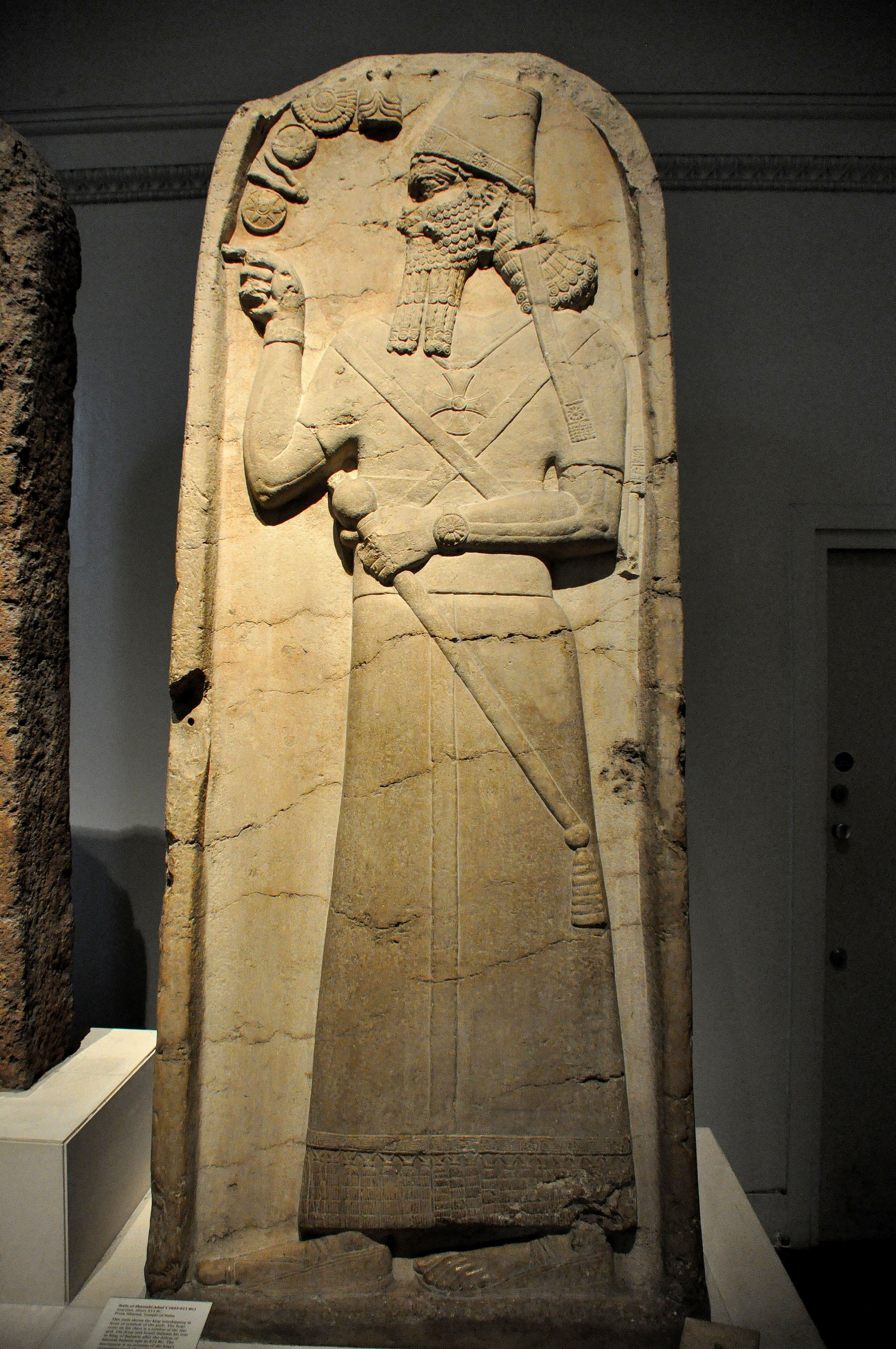
Bia của vua Assyria Shamshi-Adad V từ đền thờ Nabu ở Nimrud, Mesopotamia.

Những năm đầu của triều đại ông cho thấy một loạt cuộc tranh giành quyền kế vị Shalmaneser.
Cuộc nổi dậy đã được lãnh đạo bởi Assur-danin-pal, anh trai ông, và nổ ra năm 826 TCN. Theo bia tưởng niệm được viết bằng chữ khắc của Shamshi-Adad, Assur-danin-pal đã thành công trong việc chiếm được 27 thành phố quan trọng bao gồm cả Nineveh. Cuộc nổi dậy kéo dài cho đến năm 820 trước Công nguyên, làm suy yếu đế quốc Assyria và vương quyền ở đó. Sự suy yếu này còn kéo dài cho đến khi Tiglath-pileser III ra chiếu cải cách.
Trong những năm sau, Shamshi-Adad ra quân đánh miền Nam Lưỡng Hà, và đã ký hiệp ước với vua Babylon là Marduk-Zakir-shumi I.
Năm 814 TCN ông đã đánh bại vua Babylon là Murduk-balassu-iqbi trong trận Dur-Papsukkal và vài bộ lạc người Aramean định cư tại Babylon.
Mức độ chiến thắng của Shamshi-Adad đến mức ông đã nhận được sự phục tùng của vua Babylon và, sau khi lấy được chiến lợi phẩm từ một số thành phố của Babylon, ông trở về Assyria cùng với các kho báu và thần của cung điện (tức là đại diện thiêng liêng của các vị thần).